# Luis Sepúlveda
Luis Sepúlveda Calfucura (født 4. oktober 1949, død 16. april 2020) var chilensk forfatter og journalist. Han var en militant kommunist og stor modstander af Augusto Pinochets regime, og han blev derfor fængslet og tortureret af militærdiktaturet i 1970'erne.
Sepúlveda skrev digte og korthistorie. Udover modersmålet spansk talte han også engelsk, fransk og italiensk. I slutningen af 1980'erne slog han igennem me sin første roman was author of poetry books and short stories; in addition to Spanish, his mother tongue, he spoke also English, French and Italian. In the late 1980s, he conquered the literary scene with his first novel, The Old Man Who Read Love Novels.
Den 1. marts 2020 blev han det første bekræftede tilfælde af peronser smittet med COVID-19 i Asturien, Spanien. Den 11. marts blev det annonceret at hans tilstand var kritisk, og han var blevet lagt i koma. Han døde den 16. april 2020 af virussen.